# L'Art d'être grand-père
L'Art d'être grand-père est un recueil de poèmes que Victor Hugo a publié en 1877.
À la suite de la mort de son épouse Adèle Foucher en 1868, puis d'un de ses fils, Charles Hugo, en 1871, Victor Hugo prend en charge l'éducation de ses deux petits-enfants Georges et Jeanne Hugo. Après avoir goûté le bonheur d'être grand-père en exil à Vianden en 1871, il accueille les enfants et leur mère à Guernesey l'été 1872, et s'installe avec eux à Paris en 1874. C'est au cours de cette période qu'il écrit plusieurs poèmes illustrant les comportements et l'innocence reliée à ses petits-enfants.
Cette œuvre s'inscrit dans un contexte historique qui met en valeur une figure grand-parentale beaucoup plus centrale au sein de la famille. Cette nouvelle figure grand-parentale se fera donner le nom de grand-parent « gâteau » de par leur comportement très amical.
En 1881, une chanson est publiée, reprenant le titre du recueil de poèmes. Parole de Villemer et musique d'Edmond Lonati.